# Podnikový proces
Pojem podnikový proces vznikl překladem anglického názvu Business Process a jelikož slovo business má mnohem víc významů než jen podnik, přívlastek „podnikový“ je zde třeba chápat v širším slova smyslu. O podnikových procesech se proto dá mluvit i v organizacích, které podniky nejsou. Svoje podnikové procesy tak mohou mít i ministerstva, úřady, univerzity, armáda atd.
V každé organizaci existuje mnoho podnikových procesů a každý z nich určuje, jak se má postupovat při plnění nějakého konkrétního úkolu daného podniku nebo organizace. Například co přesně a jak se má dělat, když do podniku dorazí reklamace od zákazníka, nebo na úřad stížnost od občana.

## Definice
Hammer a Champy ve své knize (1993, 
v českém překladu 1995), říkají, že podnikový proces je „souhrn činností, který vyžaduje jeden nebo více druhů vstupů a vytváří výstup, který má pro zákazníka hodnotu“.
Řepa (2007) 
uvádí podobnou definici, podle něj jde o „souhrn činností, transformujících (pomocí lidí a nástrojů) souhrn vstupů do souhrnu výstupů (zboží nebo služeb), přičemž tyto výstupy jsou určeny pro jiné lidi nebo procesy“.
Davenport (1993) 
definuje podnikový proces jako „strukturovanou a měřitelnou sadu aktivit navržených k vytváření konkrétního výstupu pro určitého zákazníka na trhu. To zahrnuje silný důraz na to, jak se práce v organizaci dělá, v protikladu k produktovému zaměření, soustředěnému na to, co se dělá. Proces je tedy konkrétní uspořádání aktivit v čase a prostoru, se začátkem a koncem a s jasně definovanými vstupy a výstupy: je to struktura činností. Přijetí procesního přístupu znamená osvojit si pohled zákazníka. Procesy jsou struktury, pomocí nichž organizace dělá to, co je nutné k vytváření hodnot pro zákazníky.“
Tato definice obsahuje některé charakteristiky, které proces musí mít. Dosahuje se jich zaměřením na logiku procesu (jak se práce dělá) namísto produktové perspektivy (co se dělá). Z Davenportovy definice plyne, že proces musí mít zřetelně určené hranice, vstup a výstup, skládající se z menších částí, aktivity seřazené v čase a prostoru, že musí existovat příjemce výstupů tohoto procesu, označovaný jako zákazník, a konečně, že transformace, která se v procesu odehraje, musí zákazníkovi přinést přidanou hodnotu.
Rummler a Brache (1995) 
se ve své definici výslovně zmiňují o externích zákaznících organizace. Podle nich „podnikový proces je řada kroků navržených k vytvoření nějakého produktu nebo služby. Mnoho procesů je ‘mezifunkčních‘, jelikož překlenují bílá místa mezi obdélníky v organizačním schématu. Některé procesy končí produktem nebo službou, kterou přijímá nějaký externí zákazník. Ty se označují jako primární procesy. Jiné procesy vytvářejí produkty neviditelné pro externí zákazníky, ale nezbytné pro efektivní řízení byznysu. Ty se označují jako podpůrné procesy.“
Překlenování bílých míst v organizačním schématu zde znamená, že procesy jsou nějak zabudované do organizační struktury. A procesy také mohou být mezifunkční, tzn. že mohou zasahovat do více útvarů (nákup, výroba, prodej apod.). 

## Uplatnění
Koncept podnikových procesů je poměrně nový. Jak ukazuje datování výše uvedených definic, toto téma se začalo objevovat až v 90. letech dvacátého století. Došlo k tomu v důsledku prudkého rozvoje informačních technologií a nástupu komplexních informačních systémů ERP, které se v té době začaly v mnoha podnicích a organizacích nasazovat a využívat.
Podnikové procesy se staly základem pro nově propagované procesní řízení (Business Process Management), které řada autorit popisovala jako změnu nutnou k dosažení vyšší konkurenceschopnosti a k tomu, aby podnik v nových podmínkách světového trhu obstál.
Podnikový proces je též výchozím pojmem pro tak zvaný Business Process Reengineering (BPR), při němž se všechny podnikové procesy v organizaci analyzují a na základě této analýzy pak nahradí procesy novými nebo upravenými, s cílem zlepšit řízení, výkonnost a efektivitu organizace.